# Teatro del Popolo (Colle di Val d'Elsa)
Il Teatro del Popolo è un cinema-teatro di Colle di Val d'Elsa.

## Storia
A Colle di Val d'Elsa era già attivo il Teatro dei Varii nella parte alta della città. Nella parte bassa erano attivi l'Arena Arnolfo e, presso il Palazzo Scolastico, il teatro “Ver Perenne”; vi era inoltre il “Politeama Colligiano”, situato negli orti della Costa, la strada che collega la parte bassa al castello.

### La costruzione
Il Teatro del Popolo venne inaugurato nel 1921 con la Mignon di Ambroise Thomas. La sua costruzione era stata voluta e portata avanti dai socialisti locali. La costruzione era avvenuta in modo autonomo,  erano stati gli stessi operai e cittadini a costruire il teatro trasportando i materiali e prestando gratuitamente la loro manodopera (la stessa cosa si ripeterà negli anni sessanta con la costruzione della Piscina Olimpia).
La struttura a fabbrica, il pavimento in terra battuta e le file di panche in legno denoteranno l'impianto originario del teatro “proletario”.

### Il Teatro Littorio
Con l'avvento del fascismo il Teatro del Popolo, con l'annessa “Casa del Popolo”, passano di mano diventando il Teatro e la Casa del Fascio.
I fascisti locali, che comprendevano anche l'artista Mino Maccari, si impegnano, nel 1928,
alla realizzazione di un nuovo Teatro ed incaricano l'ingegnere Gino Gerard di Certaldo di progettare il nuovo edificio che viene realizzato con un ampio palcoscenico (ancora oggi uno dei maggiori della Toscana) chiaramente destinato alla rappresentazione di opere liriche.
Il fascio locale dà vita anche ad una Filodrammatica, “Il Littorio”, che inizierà le proprie rappresentazioni nel 1936.

### Il dopoguerra
Dopo la fine della seconda guerra mondiale il Teatro ritorna a chiamarsi Teatro del Popolo e la sua gestione passa direttamente all'Amministrazione Comunale, che ne cura la programmazione, sia teatrale, sia cinematografica, attraverso una Commissione appositamente istituita.
Il repertorio dell'epoca ricalca quello dell'anteguerra con operette e teatro dialettale, e una celebre Tosca con Mario Del Monaco nel 1949.
Non mancano nel repertorio dei primi anni ‘50 spettacoli di prosa con famose compagnie teatrali come quella degli attori Isa Pola, Pina Cei, Franco Scandurra, i giovani Mario Scaccia e Marcello Mastroianni, o come la Compagnia Stabile di Roma, di cui facevano parte Rina Morelli, Paolo Stoppa, Giorgio De Lullo, Rossella Falk e Gianrico Tedeschi, ed altre tra cui spicca il nome di Arnoldo Foà.
Tra gli attori brillanti salgono sul palco del Teatro, tra gli altri,  Mario Carotenuto, Tino Scotti e Carlo Dapporto.

### La crisi
La gestione diretta del Teatro da parte del Comune di Colle di Val d'Elsa non era però destinata a durare e la Prefettura di Siena, che non aveva mai formalmente autorizzato la gestione comunale, premeva perché passasse in mano a privati. E nel 1953 dopo una regolare gara la gestione passò a privati, nonostante la tenace resistenza dell'Amministrazione Comunale. Per circa venti anni furono scarse le rappresentazioni teatrali ed il Teatro sarà destinato quasi esclusivamente a proiezioni cinematografiche.
Compaiono sporadicamente compagnie di avanspettacolo e serate musicali che vedono la partecipazione, tra gli altri, di Adriano Celentano, Bruno Martino, Claudio Villa, Alighiero Noschese e Franco Franchi.
Per quanto concerne la prosa, solo pochissime rappresentazioni tra cui vale la pena di ricordare, nel 1964, Il Vicario di Rolf Hochuth, messo in scena da  Claudio Volonté, Mario Bussolino, Antonio Salines e Giorgio Bonora, con la regia di Gian Maria Volonté.
All'inizio degli anni settanta si ha un primo accenno di ritorno al teatro, attraverso la collaborazione tra il locale Circolo ARCI, l'ARCI Provinciale di Siena ed il Circolo Olimpia di Colle Val d'Elsa, sorto sulla scia dei fermenti sessantottini.
Nel 1971, grazie all'organizzazione della “Pro Loco” colligiana ritorna l'opera lirica con Tosca e La bohème. Nel giugno dello stesso anno il Teatro del Popolo chiuse i battenti per quasi un anno per lavori di ristrutturazione.

### La rinascita
Prendendo al volo l'occasione offerta dal decentramento del Teatro Comunale di Firenze (per lirica, balletti e concerti) e dal Comitato regionale per il decentramento teatrale (uno dei primi in Italia, per gli spettacoli di prosa, e che sarà poi sostituito dal Teatro Regionale Toscano), nel 1972, il Comune di Colle di Val d'Elsa istituì una Commissione culturale per organizzare gli spettacoli e provvide ad adeguare i locali del Teatro alle nuove esigenze.
Con la stagione teatrale 1975-76 Colle di Val d'Elsa entrò a far parte (unitamente a Borgo San Lorenzo, Piombino, Cascina, Cortona, Montecatini-Terme e Pietrasanta) del circuito teatrale toscano e, più tardi, del circuito di teatro sperimentale con Pietrasanta e Pisa.
Nel frattempo viene varato un programma di coinvolgimento che interessa i comuni del comprensorio, Casole d'Elsa, Monteriggioni, Radicondoli e San Gimignano.
Finalmente, nel maggio 1977 il Comune di Colle di Val d'Elsa rileva la gestione della sala cinematografica e teatrale.
Di prim'ordine i cartelloni teatrali e cinematografici proposti dal 1975. Tutte le Maggiori compagnie teatrali ed tutti i più grandi attori, unitamente a molti interpreti del panorama musicale nazionale, hanno calcato le scene del Teatro del Popolo.
Il Teatro si colloca tra i primi in Toscana per numero di spettatori.
Nel 1996 il Teatro è stato interessato a lavori di ampliamento, curato dagli architetti Piero Guicciardini e Marco Magni, dei locali di servizio (foyer, ridotto, bar) e, nel 2000, sono stati adeguati i camerini.
Nel 2008 il Teatro è nuovamente oggetto di lavori e saranno completamente rifatti sia l'impianto elettrico sia l'impianto di riscaldamento mentre saranno rese più accoglienti le strutture e ridistribuiti i posti della sala.